# Konrad Adelmann von Adelmannsfelden
Konrad Adelmann von Adelmannsfelden (* 8. September 1462 in Neubronn; † 6. Februar 1547 in Dillingen an der Donau) war ein Kanoniker und Humanist. Seine Brüder Bernhard und Caspar waren ebenfalls Humanisten.

## Leben
Konrad Adelmann von Adelmannsfelden studierte 1473 in Heidelberg und ab 1476 in Basel. 1481 wechselte er nach Ferrara, 1483 nach Tübingen und drei Jahre später nach Ingolstadt. Von 1488 bis 1496 war er Stiftsherr in Ellwangen. Zusammen mit seinem Bruder Bernhard reiste er 1492 mit einer Gesandtschaft zu Heinrich VII., König von England, um ihm erbetene Reliquien der Eichstätter Diözesanheiligen zu überbringen. Seit 1502 war er Domherr und ab 1514 Dom-Cellerar in Augsburg. 1525 erhielt er eine Domherrenpfründe in Eichstätt, auf die er aber nach drei Jahren wieder verzichtete.
Er verkehrte im Kreis der Sodalitas Litteraria Augustana und stand in Briefkontakt  unter anderem mit Johannes Reuchlin und Georg Spalatin. Auch mit Johannes Aventin stand er in Verbindung. 1507 unterstützte er den Druck des Ligurinus und von Konrad Peutingers Inschriftensammlung. Ab 1520 korrespondierte er mit dem Augsburger Benediktiner Veit Bild.
Am Anfang bekannte er sich zu den Lehren Martin Luthers, blieb aber ab 1520 der traditionellen Kirche treu. Dies zeigen auch seine Briefe an den Rebdorfer Chorherrn Kilian Leib.  Nach 1537 musste er nach der Einführung der Reformation mit dem gesamten Klerus aus Augsburg ausziehen und nach Dillingen gehen, wo er 1547 starb. Grabmäler befinden sich in Holzheim (bei Dillingen an der Donau) und im Domkreuzgang von Augsburg.

## Werke
- De origine, ordine et militari disciplina magni Turcae ... libellus. [Augsburg ca. 1530] (VD16 A 213) Digitalisat